# Ралюченко Сергій Петрович
Сергій Петрович Ралюченко (13 листопада 1962, Київ, УРСР — 9 грудня 2024) — радянський та український футболіст, півзахисник, згодом тренер.

## Кар'єра гравця
Вихованець ДЮСШ «Динамо» (Київ). Перші тренери — Володимир Онищенко та Віктор Кащей. Футбольну кар'єру розпочав у вінницькій «Ниві», але майже одразу перейшов до кіровоградської «Зірки». У 1986 році проходив службу в складі київського СКА, а в 1987 році перейшов до складу донецького «Шахтаря». По завершенні сезону 1988 року, в якому виступав у складі кіровоградської «Зірки», перейшов до харківського «Металіста». Восени 1988 року Сергій Ралюченко в складі «Металіста» зіграв без замін у всіх чотирьох матчах в розіграші Кубка володарів кубків. У 1991 році виїхав до Польщі, де виступав у складі клубів «Сталь» (Мелець) та «Стільон». На початку 1993 року повернувся до України, де став гравцем запорізького «Торпедо». Після цього виступав у клубах «Темп» (Шепетівка), «Скала» (Стрий), «Ворскла» та «Нафтовик» (Охтирка). Завершив кар'єру професіонального гравця в складі кіровоградської «Зірки». У 1999 році виступав в аматорському клубі «Енергетик» (Комсомольське).

## Кар'єра тренера
З листопада 1998 після завершення кар'єри гравця перейшов на тренерську роботу в «Металісті»: спочатку тренером «Металіста-2», потім, з липня 2005 року, головним тренером дубля, завоювавши з ним «срібло» (2006) і «бронзу» (2008). У липні 2009 року Ралюченко був запрошений до тренерського штабу першого складу. Працював в селекційному відділі ФК «Металіст». Працював помічником головного тренера харківського клубу «Металіст 1925».

## Сім'я
Син — Андрій Ралюченко — також футболіст.

## Досягнення

### Клубні
- Суперкубок СРСР
  -  Фіналіст (1): 1989

### Індивідуальні
- нагороджений титулом Майстер спорту СРСР (1988)